# Piper coralfalgense
Piper coralfalgense är en pepparväxtart som beskrevs av C. Dc.. Piper coralfalgense ingår i släktet Piper och familjen pepparväxter. Inga underarter finns listade i Catalogue of Life.